# Dietrich von Jagow

Dietrich von Jagow

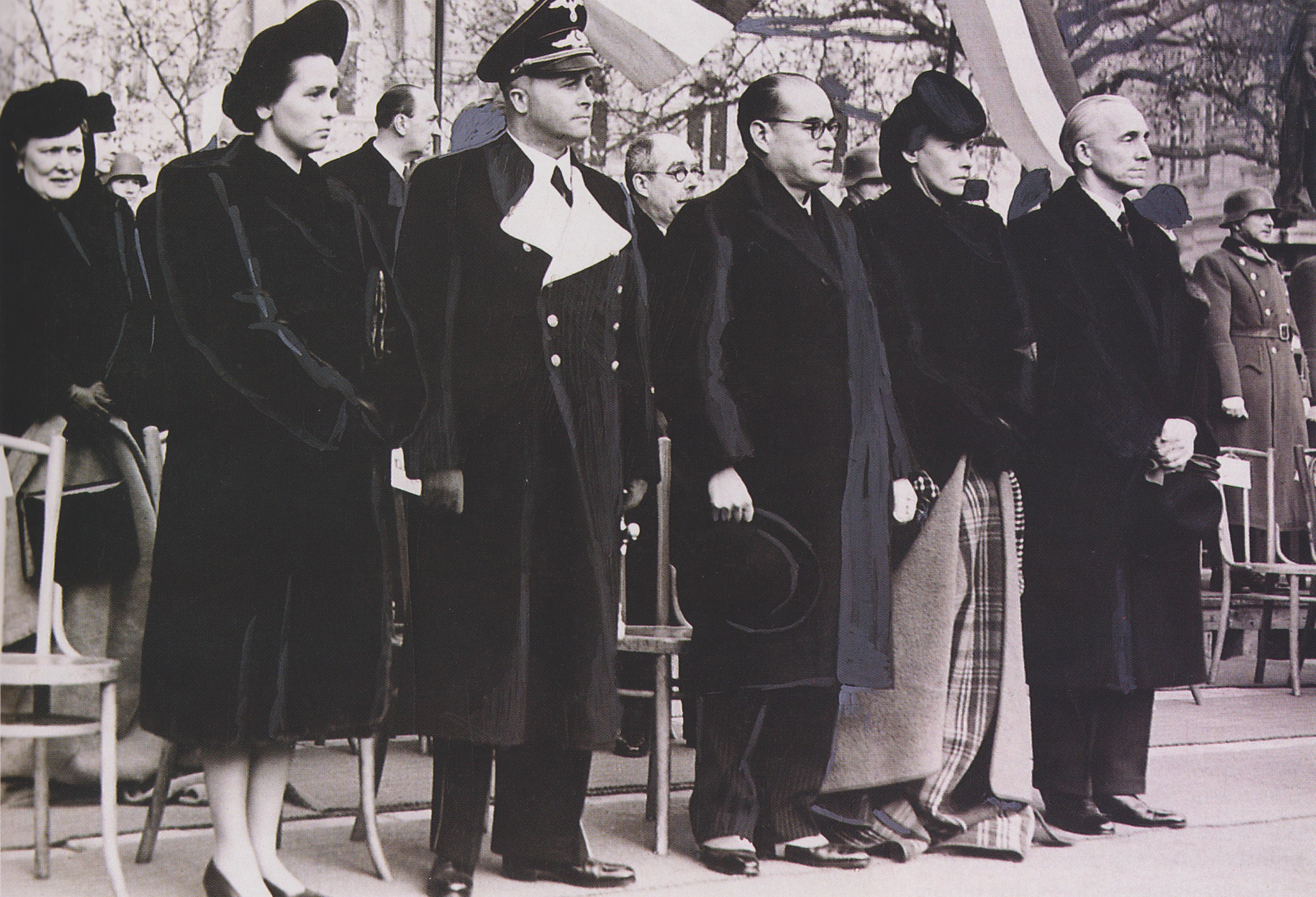
Von Jagow und László Bárdossy (rechts) (1941)

Dietrich Wilhelm Bernhard von Jagow (* 29. Februar 1892 in Frankfurt (Oder), Deutsches Reich; † 26. April 1945 in Meran, Südtirol, Italien) war ein deutscher Marineoffizier und nationalsozialistischer Politiker. Während der Weimarer Republik organisierte er die NS-Bewegung in Württemberg und wirkte als hauptamtlicher SA-Führer (SA-Obergruppenführer). 1941 bis 1944 war er deutscher Gesandter in Ungarn.

## Leben

### Marineoffizier
Dietrich von Jagow entstammte dem altmärkischen Adelsgeschlecht von Jagow. Seine Onkels waren Bernhard von Jagow und Ernst von Jagow. Hans-Georg von Jagow war sein Bruder.
Nach dem Schulbesuch trat er am 1. April 1912 in die Kaiserliche Marine ein und schlug die Offizierslaufbahn ein. Er besuchte die Marineschule Mürwik und tat Dienst auf der Hansa. Im Ersten Weltkrieg leistete er unter anderem Dienst auf U-Booten. Nach dem Waffenstillstand kommandierte er ein Minensuchboot. 1920 verweigerte er den Eid auf die Weimarer Verfassung und schied im Rang eines Oberleutnants zur See aus dem aktiven Dienst aus.

### NS-Politiker in der Weimarer Republik
Im September 1919 hatte sich von Jagow der Brigade Ehrhardt angeschlossen, mit der er am Kapp-Putsch teilnahm. Er gehörte dem Führungsgremium der Terrororganisation Organisation Consul an und war auch in deren Nachfolgeorganisation, dem Bund Wiking (1922 bis 1928 Bezirksführer in Württemberg und Baden), aktiv. Im Herbst 1920 wurde er Mitglied der NSDAP und im Winter 1920/21 auch der SA. In dieser Zeit war er als Forst- und Landarbeiter bei einer Tarnfirma der Organisation Consul beschäftigt, der Bayrischen Holzverarbeitungsgesellschaft AG. 1921 nahm er für kurze Zeit an der Bekämpfung des 3. polnischen Aufstands als Zugführer in der Sturmkompanie Koppe unter Manfred von Killinger teil.
Im Januar 1922 schickte Adolf Hitler von Jagow als Instrukteur der NS-Bewegung und Inspekteur der württembergischen SA nach Tübingen. Zugleich sollte er dort auch die Organisation Consul aufbauen, deren Landesführer er nach eigenen Angaben bis 1927 blieb, und das Tübinger Studentenbataillon ausbilden. Zur Tarnung schrieb sich von Jagow als Gasthörer an der Eberhard Karls Universität ein, arbeitete als Volontär in der Osianderschen Buchhandlung und war reisender Handelsvertreter. Dabei knüpfte er Kontakte mit zahlreichen völkischen und nationalistischen Organisationen, gründete mehrere NSDAP-Ortsgruppen und weitere NS-Formationen. Nach der Ermordung Walther Rathenaus wurde ohne Ergebnis gegen ihn ermittelt.
Nach dem gescheiterten Hitlerputsch trat von Jagow im Herbst 1923 aus der inzwischen aufgelösten NSDAP aus, setzte aber offenbar seine Organisationstätigkeit fort. 1927 trat er dem Stahlhelm, Bund der Frontsoldaten, 1928 dem Württembergischen Heimatschutz und  zum 1. Januar 1929 wieder der NSDAP bei (Mitgliedsnummer 110.538). Zwischen 1929 und 1930 war er Ortsgruppenleiter in Eßlingen am Neckar und Gaugeschäftsführer der NSDAP in Württemberg, bis er 1931 zum hauptamtlichen SA-Gruppenführer „Südwest“ ernannt wurde. Er profilierte sich in dieser Zeit als Antisemit und Propagandist des „Führer“-Prinzips und warb für die SA. Seit dem 9. Mai 1932 war von Jagow zunächst als Nachrücker Mitglied des Reichstages und blieb dies bis 1945, zunächst für den  Wahlkreis 31 (Württemberg) und ab 1936 für den Wahlkreis 3 (Berlin Ost).

### Während des Nationalsozialismus
Im März 1933 war von Jagow kurzzeitig Reichskommissar für die württembergische Polizei. Er ließ auf dem Heuberg ein Konzentrationslager errichten und organisierte den Boykott jüdischer Geschäfte am 1. April 1933. Im Zuge von Streitigkeiten zwischen Gauleiter Wilhelm Murr und dessen Konkurrenten Christian Mergenthaler wurde von Jagow als Führer der SA-Obergruppe V nach Frankfurt am Main versetzt. Sein Nachfolger wurde Hanns Elard Ludin.
Im Juni 1933 erhielt er zudem den Rang eines SA-Obergruppenführers und wurde im September 1933 zum preußischen Staatsrat ernannt. Nach der Ermordung Ernst Röhms während des sogenannten Röhm-Putsches wurde Jagow zur SA-Gruppe Berlin-Brandenburg versetzt, die er vom 27. Juli 1934 bis Januar 1942 leitete. 1934 wurde er zusätzlich Mitglied des Volksgerichtshofes. Zudem wurde er 1934 preußischer Provinzialrat der Provinz Hessen-Nassau und danach der Provinz Brandenburg. Ab 1935 war er Ratsherr in Berlin und gehörte dem Vorstand Deutscher Adelsgenossenschaften an. Ab April 1936 war er ehrenamtlicher Richter beim Obersten Ehren- und Disziplinarhof der DAF.
Von Jagow reaktivierte seine Verbindungen zur Kriegsmarine, nahm als Reserveoffizier an Wehrübungen teil und beobachtete als Nachrichtenoffizier auf dem Panzerschiff Admiral Graf Spee den Spanischen Bürgerkrieg. Auf seine Vermittlung hin fand der 1937 aus dem aktiven Dienst ausgeschiedene Seeoffizier Walther Rauff umgehend Anstellung beim SD-Hauptamt.
Von 1939 bis 1941 nahm er als Seeoffizier in Minensuch- und Vorpostenverbänden am Zweiten Weltkrieg teil. Am 20. April 1938 wurde er Korvettenkapitän d. R. Er kommandierte von September 1939 bis April 1940 das Minenschiff Tannenberg in der Ostsee, war danach für einen Monat zur Verfügung der Marinestation Ostsee gesetzt. Anschließend war er bis September 1940 Chef der Hafenschutzflottille Brest und für einen Monat zur Verfügung des Führers der Vorpostenboote West gesetzt. Von Oktober 1940 bis Ende April 1941 war er Chef der 18. Vorpostenflottille im Ärmelkanal. Nach seinem Dienst in der Kriegsmarine wurde von Jagow im Sommer 1941 zum deutschen Gesandten in Ungarn ernannt. In Budapest bemühte er sich, die ungarischen Kriegsanstrengungen zu fördern, und drängte die ungarische Regierung zur Unterstützung der deutschen „Endlösung der Judenfrage“. Im März 1944 kehrte er nach Berlin zurück und wurde im Mai 1944 in das Auswärtige Amt einberufen. Im September 1944 wurde er Führer des Volkssturmbataillons 35 (Schlesien) und erlitt am 20. Januar 1945 schwere Verwundungen, durch die er ein Auge verlor. Danach folgte bis März 1945 ein Lazarettaufenthalt in Leipzig. Bei Kriegsende, das er als NS-Kurier in Südtirol erlebte, verübte er am 26. April 1945 in der Meraner Wohnung des deutschen Botschafters in der faschistischen Italienischen Sozialrepublik, Rudolf Rahn, Suizid. Die Spruchkammer in Freiburg im Breisgau befand in einem nicht unbefangenen „Entnazifizierungsverfahren“ Mitte Februar 1950, dass von Jagow ein „Minderbelasteter“ gewesen und propagandistisch „nicht hervorgetreten“ sei.